# Kongsjord
Kongsjord (på færøsk kongsjørð, læs [kongsjør]) er jord i offentlig eje i landbruget på Færøerne. Modsætningen hertil er den privat ejede odelsjord. 
Stort set er kongsjorden dén jord, som var den katolske kirkes ejendom ind til reformationen 1538 og derefter blev kongelig jord. Der er tale om mere end halvdelen af Færøernes areal. I dag tilhører kongsjorden det færøske landsstyre og er dermed statsejendom. 
Kongsbonden havde kun brugsretten til jorden. Ifølge traditionen havde den ældste søn ret til at følge sin far i kontraktforholdet. Jorden kunne ikke opdeles, og derfor var en kongsbonde bedre stillet end en odelsbonde. I 1956 overtog Lagtinget kongsjorden, der nu betegnes som lagtingsjord og må i modsætning til før sælges. Indmarken (bøur) ligger i nærheden af bygden. Det er denne jord som gik i arv og deltes.
Den største kongsgård ligger i Kirkjubøur med et markatal af 39, og kongsbonden Patursson er der nu som 18. generation. Berømt er også kongsgården på øen Koltur, hvor en anden Patursson bor der alene med sin kone og alle deres dyr. 